# Крик (фильм, 1963)
«Крик» — (чеш. Křik) — чехословацкий фильм 1963 года режиссёра Яромила Йиреша.
Этот фильм часто называют первым фильмом «чехословацкой новой волны», характерной своим «реализмом художественного кино».

## Сюжет
События одного дня молодой пары, ожидающей рождения ребёнка. Повествование ведётся по двум параллельным линиям: Славек переживает обычный рабочий день мастера по ремонту телевизоров, в то время как его жена и будущая мать их первенца Ивана уезжает в роддом.
Пара не может перестать думать друг о друге, размышляя о взлетах и падениях их совместной жизни: прошлом, настоящем и будущем.
Их совместная жизнь до сих пор разворачивается фрагментами воспоминаний: их первое знакомство на железнодорожном мосту, заботы о съемной квартире, свадьба, обустройство новой квартиры. Они также помнят мелкие ссоры и тот факт, что сначала не хотели ребенка. Приводятся их сны и монологи.
Воспоминания переплетаются с текущими событиями, в которых Славек является главным героем (дебаты в школе, разговор с дипломатом, ссора на почте).  Встревоженный ожиданием родов, он чутко и по-новому воспринимает окружающие его вещи, людей и события.
Первый крик новорожденного. Славек и Ивана счастливы и в то же время обеспокоены — воспитание ребенка накладывает на них большую ответственность.

«Крик» ... смело и убедительно переводит кипение воспоминаний, забот и страданий молодой пары в день рождения их первого ребенка.— Dictionnaire du cinéma / Jean-Loup Passek

## В ролях
Фильм снят в полудокументальной манере, единственный профессиональный актёр — исполнитель главной роли Йозеф Абргам, по его словам:

Необходимо было преодолеть свои собственные актёрские условности, избавиться от всех привычек и фальши «своей актёрской игры», акклиматизироваться и адаптироваться к товарищам по команде в лучшем смысле этого слова. Мне помогло реальное окружение — улица, почтовое отделение, торговый автомат, трамвай — среди ничего не подозревающих людей. Там человек осознает, сколько фальши, вранья и неестественности прилипает к человеку.
- Эва Лиманова — Ивана
- Йозеф Абргам — Славек
- Эва Копецка — учительница
- Иржи Квапил — молодой врач
- Иржи Яношка — толстяк на почте
- Йозеф Кабрт — редактор
- Иван Ружичка — элегантный мужчина
- Хелена Фингерленд — светская женщина
- Штепанка Циттова — девушка Алена
- Ричард Захорски — швейцар
- Хана Талпова — мама на соседней кровати в родильном отделении
- Станислава Прохазкова — молодая медсестра
- Ева Баборовска — медсетра Зузана
- Ладислав Отмар — художник Ладя, друг Славки
- Ян Верих — рассказчик

## Критика
Искренний и чуткий 28-летний чешский режиссер изображает молодую супружескую пару в Праге в тот день, когда они ожидают своего первого ребенка. Поэтически-критическая рефлексия настоящего времени при этом проводится параллельно с общими прошлыми переживаниями личного и общественного характера. Фильм, раскрывающий как психологически, так и социологически.— Lexikon des internationalen Films

Чередование субъективных и объективных позиций в повествовании также оправдывает подобную коллажу визуальную структуру фильма. Оператор Ярослав Кучера сочетает в себе стилизованные студийные кадры (искусственное освещение, мягкий стиль, сложное вождение) с реалистичными кадрами (ручная съемка, скрытая камера, длиннофокусные объективы, естественный свет), снятыми в реальной жизни, а также «найденные кадры» из новостных фильмов или фотографий периода.— Filmový přehled

## Фестивали и награды
- 1964 — 17-й Каннский кинофестиваль — Особое упоминание за работу молодого режиссёра
- 1964 — 17-й Кинофестиваль в Локарно — Золотой парус
- 1966 — 1-й Карфагенский кинофестиваль — приз «Серебряный Танит»
- 1965 — Художественный конкурс к 20-летию ЧССР — Главный приз за полнометражный фильм

## Прокат
В ЧССР фильм посмотрели более 500 000 зрителей.
В СССР, где фильм был в прокате с марта 1965 года его посмотрели 3 800 000 зрителей.